# Tatort: Stahlwalzer
Stahlwalzer ist ein österreichischer Fernsehkrimi aus dem Jahr 1993. Das Drehbuch schrieb Peter Zingler, Regie führte Hans Noever. Es war die insgesamt 281. Tatort-Folge und der sechste Fall von Oberinspektor Fichtl (Michael Janisch) als Hauptermittler, allerdings waren von dessen neun Folgen nur acht Folgen der offiziellen Tatort-Reihe, sein erster Fall war eine Tatort-Folge des ORF, die nur in Österreich erstausgestrahlt und in Deutschland nur einmal im Hessischen Rundfunk im Fernsehen gezeigt wurde. Fichtl und sein Team haben es mit dem Tod eines Enthüllungsjournalisten und den Verwicklungen einer Rüstungsfirma und des österreichischen Geheimdienstes zu tun.

## Handlung
In der Stahlexportfirma Baur Stahl fallen nachts Schüsse. Kurz darauf dringt der kürzlich aus der Haft entlassene Leo Wigankow in Fichtls Wohnung ein und bedroht diesen. Er gibt Fichtl die Schuld an seinem verpfuschten Leben, weil dieser ihn einst ins Gefängnis gebracht hatte. Wigankow hatte während eines Banküberfalls Geiseln genommen, er hatte das Geld gebraucht, um seine Schulden zu bezahlen. Fichtl hatte ihn zur Aufgabe überredet und ihm mildernde Umstände in Aussicht gestellt, doch das Gericht hatte ihn zu 15 Jahren Haft verurteilt. Fichtl versucht, Wigankow zu erklären, dass er als Polizist nach der Übergabe der Akten an die Staatsanwaltschaft keinerlei Einfluss mehr auf die Verfahren habe, Zusagen seien lediglich taktisch motiviert. Wigankow führt eine Scheinhinrichtung an Fichtl durch und erschießt dabei sich statt Fichtl. Aus der Firma Baur Stahl wird am nächsten Morgen heimlich die Leiche des in der Nacht Erschossenen abtransportiert. Der Versuch, die Leiche in der Donau zu entsorgen, scheitert jedoch, da diese in ein Binnenschiff einschlägt.
Fichtl, der seit dem Vorfall der Vornacht verändert ist, und sein Team ermitteln in dem Todesfall. Zunächst wird in der Donau vergeblich nach der Tatwaffe gesucht. Die Leiche von der Donaubrücke war in einer „Staatsdecke“, wie sie beim Militär oder der Polizei verwendet wird, eingewickelt. Der IT-Experte des Sicherheitsbüros hat sich in den Computer der Staatspolizei eingehackt und herausgefunden, dass der Tote dort registriert ist, er heißt Ernst Sivetzki. Dort wurde er aufgrund eines Ersuchens der Baur Stahl überprüft. Fichtl und Susi Kern suchen die Witwe und die Tochter Sivetzkis auf und überbringen ihnen die schlimme Nachricht. Die Tochter Ursula verdächtigt ihre Mutter Gerda, ihr Vater war investigativer Journalist, als durch seine Enthüllungen über einen Umweltskandal seine Karriere beendet war, hätte Gerda, die nur an Geld und Karriere interessiert sei, ihren Mann fallen gelassen. Gegenüber Fichtl legt Gerda in betrunkenem Zustand ein nicht ernst gemeintes Geständnis ab, Fichtl lässt sie festnehmen. In der Nacht versucht ein Unbekannter, in die Wohnung von Ursula Sivetzki einzubrechen. Fichtl und Kern eilen zu ihr, der Unbekannte kann aber entkommen. Fichtl stellt fest, dass das Werkzeug, mit dem der Unbekannte in die Wohnung wollte, normalerweise nur Behörden haben. Ursula Sivetzki sagt aus, dass ihr Vater ihr kürzlich ein Kuvert übergeben, es aber kurz vor seinem Tod wieder abgeholt habe.
Fichtl sucht am nächsten Morgen die Firma Baur Stahl auf, dort entdeckt er Handwerker beim Tapezieren. Er stoppt diese und ruft die Spurensicherung, die prompt unter der Tapete einen großen Blutfleck an der Wand findet. Dort trifft er auch auf seinen Ex-Kollegen Peter Bohl, der jetzt Sicherheitschef der Baur Stahl ist und Fichtl wegen Hausfriedensbruch anzeigen will. Gerda Sivetzki widerruft unterdessen ihr Geständnis, sie war am Vorabend schließlich betrunken, Fichtl lässt sie gehen. Dr. Putner weist Fichtl zurecht wegen seines Alleingangs bei der Baur Stahl. Der Fall Sivetzki sei ein klarer Selbstmord und die Akte solle geschlossen werden. Fichtl verspricht, den Fall sofort zu den Akten zu legen, wenn der Hofrat ihm erklären könne, wie Sivetzki sich selbst hätte in eine Decke wickeln und sich in die Donau stürzen können, nachdem er sich zuvor selbst erschossen habe. Fichtl und Kern werden von Ursula Sivetzki zu einem Treffen mit Walter Krangel gerufen, er war ein Kollege und enger Freund von Sivetzki und sagt den Beamten, dass er sich verfolgt fühle. Bei ihm sei drei Tage zuvor eingebrochen worden, es sei nichts gestohlen, aber sein Schreibtisch durchsucht worden. Er habe zusammen mit Sivetzki eine Geschichte recherchiert. Da am Nebentisch zwielichtige Gestalten Platz nehmen, verlassen die vier das Café. Kragel unterrichtet Fichtl von einer unglaublichen Geschichte, die die Grundfesten der österreichischen Demokratie erschüttere. Krangel gibt Fichtl den Hinweis auf einen weiteren Freund von Sivetzki, Helmut Manz, den Fichtl bei Sivetzkis Beerdigung treffen könne. Unmittelbar darauf wird Krangel vor Fichtls Augen entführt, Fichtl kann dies nicht verhindern. Dr. Putner stoppt auf Veranlassung von „ganz oben“ umgehend die von Fichtl eingeleitete Ringfahndung nach dem Wagen der Entführer.
Fichtl macht Putner klar, dass er sich nicht bei seinem Ermittlungen aufhalten lasse, Kern sagt ihm ihre Unterstützung zu. Der IT-Experte kann für Fichtl herausfinden, dass das Autokennzeichen des Wagens, in dem Krangel entführt wurde, ein Geheimkennzeichen der österreichischen Behörden ist. Kragel hatte Fichtl vor seiner Entführung noch ein Konnossement für Waffenlieferungen übergeben, der Zielhafen ist allerdings nicht eingetragen. Auf der Liste der seinerzeit von der Staatspolizei für die Baur Stahl überprüften Personen stehen auch die Namen zweier im Nahen Osten festgehaltener Österreicher, einer der beiden wurde inzwischen freigelassen. Fichtl geht getarnt zur Beerdigung von Sivetzki und trifft dort tatsächlich Helmut Manz, Fichtl verabredet sich unauffällig mit ihm im Prater. Manz erzählt ihm, dass Sivetzki sich tatsächlich selbst in seinem Büro bei Baur Stahl erschossen hat, der Sicherheitsdienst habe ihn gefunden und Bohl hat daraufhin die Sicherheitspolizei verständigt, die die Leiche abgeholt hat. Da weder die Regierung noch die Baur Stahl in die Schlagzeilen kommen wollen, hat man Sivetzkis Leiche einfach verschwinden lassen wollen. Sivetzki wollte die Baur Stahl hochgehen lassen, daher sucht Bohl nun verzweifelt nach den Unterlagen, die Sivetzki hat verschwinden lassen. Manz übergibt Fichtl schließlich den Schlüssel zu einem Sparkassenschließfach von Sivetzki, den ihm dieser anvertraut hatte.
Ein Mann beobachtet Fichtl und Manz, Hollocher und Kern können diesen nach einer Verfolgungsjagd festnehmen, es handelt sich um einen Mann von der Staatspolizei. Dr. Putner veranlasst die Freilassung des Beamten und suspendiert Fichtl vom Dienst. Fichtl möchte Dr. Putner eine von ihm entdeckte Lagerhalle der Baur Stahl mit illegalen Rüstungsexportgütern zeigen, doch die Halle ist mittlerweile leer. Fichtl geht nach Hause, wo er sich verbarrikadiert und nur Susi zu sich in die Wohnung lässt. Plötzlich sucht Kragel Fichtl auf, er war von der Staatspolizei entführt worden, doch diese mussten ihn wieder laufen lassen. Die Staatspolizei hatte versucht, Druck auf Kragel auszuüben, er verspricht, mit Fichtls Hilfe die ganze Bande hochgehen zu lassen. Fichtl schickt Susi in die Sparkasse, um an das Schließfach von Sivetzki zu kommen, doch da sie das Passwort nicht weiß, wird sie abgewiesen. Fichtl sucht wieder einmal seinen Freund Fredi Pöckl auf, der das Bankschließfach spielerisch einfach für Fichtl knackt. Im Schließfach befindet sich eine Akte, es geht tatsächlich um illegale Waffenlieferungen des Baur-Konzerns in die arabische Welt, daher waren auch die beiden Baur-Mitarbeiter gekidnappt worden. Ein rivalisierender arabischer Staat will mit der Entführung die Lieferung von ebenfalls 500 Kanonen, wie an den Nachbarstaat, erzwingen, obwohl beide Staaten gemäß einem UN-Beschluss nicht mit Waffen beliefert werden dürfen. Die österreichische Regierung begibt sich somit mit ihren Bemühungen zur Freilassung der Geiseln auf völkerrechtswidriges Terrain. Kragel verspricht Fichtl, dies zu veröffentlichen.
Fichtl dringt mit Pöckl und Kragels Fotografen zusammen in die Lagerräume der Baur Stahl ein. Kragels Fotograf kann beweisführende Fotos machen, doch Fichtl und der Fotograf werden von Bohl bemerkt, der die beiden verfolgen lässt. Bohl erwischt schließlich Fichtl und lässt ihn von der Polizei festnehmen. Am nächsten Morgen holt Dr. Putner Fichtl aus der Haft. Putner präsentiert Fichtl eine Zeitung, es steht keine Enthüllung dort drin, aber Kragel wurde zum Chefredakteur befördert. Auch Fichtl wurde mittlerweile zum Oberinspektor befördert. Er muss nur noch den Abschlussbericht in Sachen Sivetzki unterschreiben. Fichtl erfährt ebenfalls von der Freilassung auch der zweiten österreichischen Geisel, nach offiziellen Angaben seien keine Gegenleistungen erfüllt worden, da der österreichische Staat nicht erpressbar sei, Fichtl muss laut lachen.

## Einschaltquoten und Hintergrund
Der Tatort Stahlwalzer erreichte bei seiner Erstausstrahlung in der ARD 11,54 Mio. Zuschauer, was einer Quote von 32,8 % entsprach. Drehbuchautor Peter Zingler spielt hier wiederum eine Nebenrolle als Einbrecher Fredi Pöckl.

## Kritik
TV Spielfilm bewertete den Film positiv und meint: "Ein Mörder in den eigenen Reihen? Ah, geh'n S' weg…".